# André Steensen
André Steensen (Skanderborg, 12 de octubre de 1987) es un exciclista profesional danés. 

## Trayectoria
Debutó como profesional en 2006 con el modesto equipo danés Glud & Marstrand Horsens. Tras dos años y medio, pasó al profesionalismo de primer nivel al fichar por el equipo CSC, posteriormente denominado Saxo Bank Sungard. En 2012 retornó al equipo donde se inició, ahora denominado Cult Energy Vital Water. Se retiró en la temporada 2014 a los 27 años de edad y después de nueve temporadas como profesional.

## Palmarés
2012
- 1 etapa del Circuito de las Ardenas
- Himmerland Rundt
- 1 etapa de la Flèche du Sud
- 2.º en el Campeonato de Dinamarca Contrarreloj
- 3.º en el Campeonato de Dinamarca en Ruta
- Kreiz Breizh Elites, más 2 etapas

## Equipos
- Glud & Marstrand-Horsens (2006-2008)[1]
- CSC/Saxo Bank (2008[2] -2011)
  - Team CSC-Saxo Bank (2008)
  - Team Saxo Bank (2009-2010)
  - Saxo Bank-Sungard (2011)
- Glud & Marstrand/Cult Energy (2012-2014)
  - Glud & Marstrand - LRØ (2012)
  - Team Cult Energy (2013)
  - Cult Energy Vital Water (2014)